# Sztroganov-iskola
A Sztroganov-iskola a 16. század végén és a 17. században működő, a Sztroganovokról elnevezett  orosz ikonfestő iskola. A korabeli Godunov-iskola mellett a legjelentékenyebb. A kutatás kezdetben lokális iskolának vélte, csak az 1950-es évek kutatásai fedezték fel, hogy stílusa a jelzett korban az egész orosz ikonfestészetre rányomta bélyegét. Az iskola jellegzetessége a fejlett technika, a kalligráfia, az esztetizáló formalizmus és a vallási tartalom helyett inkább formaszépség.